# كارومونام
كارومونام Carumonam  هو دواء الزمرة الدوائية مضاد حيوي من زمرة المونوباكتامات من مضادات البيتالاكتام.

## المونوباكتامات
المونوباكتامات Monobactams  عبارة عن مضادات حيوية. هي نوع من الأدوية التي تحول دون تشكيل أغشية الخلايا الجرثومية المعروفة، وهي من مثبطات بيتا لاكتاماز lactamases ؛ مما يحول دون تعطيل الدواء بالجراثيم . يعطى الدواء في حالات مختلفة بجرعات مختلفة. تستعمل هذة الأدوية في معالجة أنواع مختلفة من العدوى الجرثومية .
هي أدوية ذات حلقة وحيدة هي البيتا لاكتاماز، مقاومة للبيتا لاكتاماز وفعالة ضد البكتيريا سلبية الغرام ولكنها بدون فعالية ضد إيجابيات الغرام والبكتيريا الهوائية. لمنع تداخل هذة الادوية مع الأدوية الأخرى يجب تجنب المضادات الحيوية التي تحرض على إنتاج البيتا لاكتاماز

## الخواص

### الاسم العلمي وفقاً لـIUPAC
2-[[1-(2-Amino-1,3-thiazol-4-yl)-2-[[(2S,3S)-2-(carbamoyloxymethyl)-4-oxo-1-sulfoazetidin-3-yl]amino]-2-oxoethylidene]amino]oxyacetic acid

### الصيغة الكيميائية
C12H14N6O10S2

### الكتلة المولية
466.40 غ/مول.

## آليه العمل
منع تركيب الجدار الخلوي الجرثومي.